# Las Hormigas Dos
Las Hormigas Dos är en ort i Mexiko.   Den ligger i kommunen Epitacio Huerta och delstaten Michoacán de Ocampo, i den sydöstra delen av landet, 140 km nordväst om huvudstaden Mexico City. Las Hormigas Dos ligger 2 587 meter över havet och antalet invånare är 121.
Terrängen runt Las Hormigas Dos är kuperad österut, men västerut är den platt. Runt Las Hormigas Dos är det ganska tätbefolkat, med 78 invånare per kvadratkilometer. Närmaste större samhälle är Amealco, 5,7 km öster om Las Hormigas Dos. I omgivningarna runt Las Hormigas Dos växer huvudsakligen savannskog.